# Little Stour
Der Little Stour ist ein Wasserlauf in Kent, England. Er entsteht als Nail Bourne in Lyminge und fließt zunächst in nördlicher Richtung. Bei Bridge nimmt er eine nordöstliche Richtung ein und heißt für einen kurzen Abschnitt südwestlich von Littlebourne Silver Dike. Im Nordosten von Littlebourne wird er dann zum Little Stour und mündet bei Plucks Gutter in den River Stour.